# Campeonato Europeo de Piragüismo en Aguas Tranquilas de 2009
El XI Campeonato Europeo de Piragüismo en Aguas Tranquilas se celebró en la ciudad de Brandeburgo (Alemania) entre el 25 y el 28 de junio de 2009 bajo la organización de la Asociación Europea de Piragüismo (ECA) y la Federación Alemana de Piragüismo.
Un total de  países europeos tomaron parte en el evento, que otorgó medallas en 27 especialidades (18 masculinas y 9 femeninas). 
Las competiciones se realizaron en el canal de piragüismo acondicionado en el lago Beetzsee, al norte de la ciudad alemana.

## Medallistas

### Masculino
| Evento               | Oro                                                                                                | Plata                                                                                    | Bronce |
| -------------------- | -------------------------------------------------------------------------------------------------- | ---------------------------------------------------------------------------------------- | --- |
| K1 200 m (26.06)     | Oleg Jarytonov · Ucrania · 35,29 s                                                                 | Jonas Ems · Alemania · 35,51 s                                                           | Filip Šváb · República Checa · 35,53 s                                                                    |
| K2 200 m (26.06)     | Saúl Craviotto Rivero · Carlos Pérez Rial · España · 32,25                                         | Raman Piatrushenka · Vadzim Majneu · Bielorrusia · 32,37                                 | Mykola Kremer · Serhi Servulia · Ucrania · 32,66                                                          |
| K4 200 m (26.06)     | Raman Piatrushenka · Taras Valko · Dziamian Turchyn · Vadzim Majneu · Bielorrusia · 30,27          | Stefan Shevchuk · Alexandr Diachenko · Serguei Jovanski · Roman Zarubin · Rusia · 30,29  | Rudolf Dombi · Gergely Gyertyános · Viktor Kadler · Gergely Boros · Hungría · 30,71                       |
| K1 500 m (28.06)     | Anders Gustafsson · Suecia · 1:35,894                                                              | Ronald Rauhe · Alemania · 1:36,253                                                       | Anton Riajov · Rusia · 1:36,868                                                                           |
| K2 500 m (28.06)     | Raman Piatrushenka · Vadzim Majneu · Bielorrusia · 1:27,425                                        | Zoltán Kammerer · Gábor Kucsera · Hungría · 1:27,918                                     | Marcus Groß · Hendrik Bertz · Alemania · 1:28,006                                                         |
| K1 1000 m (27.06)    | Max Hoff · Alemania · 3:29,101                                                                     | Anders Gustafsson · Suecia · 3:30,419                                                    | René Holten Poulsen Dinamarca 3:31,820                                                                    |
| K2 1000 m (27.06)    | Eirik Verås Larsen · Jacob Norenberg · Noruega · 3:12,864                                          | Gábor Gönczy · Roland Kökény · Hungría · 3:13,119                                        | Sebastian Lindner · Norman Zahm · Alemania · 3:14,242                                                     |
| K4 1000 m (27.06)    | Raman Piatrushenka · Aliaxei Abalmasau · Artur Litvinchuk · Vadzim Majneu · Bielorrusia · 2:54,589 | Richard Riszdorfer · Michal Riszdorfer · Erik Vlček · Juraj Tarr · Eslovaquia · 2:56,323 | Ondřej Horský · Jan Souček · Jan Andrlík · Jan Štěrba · República Checa · 2:56,760                        |
| K1 4 × 200 m (26.06) | Kasper Bleibach Espen Østergaard Lasse Nielsen Casper Nielsen Dinamarca 2:29,84                    | Jonas Ems · Torsten Lubisch · Norman Bröckl · Ronald Rauhe · Alemania · 2:30,62          | Francisco Llera Blanco · Borja Prieto Valera · Pablo Andrés Iglesias · Ekaitz Saies · España · 2:31,29    |
| C1 200 m (26.06)     | Valentin Demianenko Azerbaiyán 39,30                                                               | Ivan Shtyl · Rusia · 40,01                                                               | Jevgenij Šuklin · Lituania · 40,33                                                                        |
| C2 200 m (26.06)     | Raimundas Labuckas · Tomas Gadeikis · Lituania · 36,50                                             | Yevgueni Ignatov · Ivan Shtyl · Rusia · 36,99                                            | Robert Nuck · Stefan Holtz · Alemania · 37,43                                                             |
| C4 200 m (26.06)     | Serguei Uleguin · Alexandr Kostoglod · Viktor Melantiev · Nikolai Lipkin · Rusia · 33,47           | Péter Balázs · Gábor Horváth · Attila Bozsik · Pál Sarudi · Hungría · 33,75              | Dzmitri Rabchanka · Dzmitri Vaitsishkin · Andrei Bahdanovich · Aliaxandr Vauchetski · Bielorrusia · 33,79 |
| C1 500 m (28.06)     | Dzianis Harazha · Bielorrusia · 1:50,298                                                           | Jevgenij Šuklin · Lituania · 1:50,466                                                    | Sebastian Brendel · Alemania · 1:50,611                                                                   |
| C2 500 m (28.06)     | Robert Nuck · Stefan Holtz · Alemania · 1:40,365                                                   | Paweł Skowroński · Roman Rynkiewicz · Polonia · 1:41,684                                 | Maksim Prokopenko Sergey Bezuqlıy Azerbaiyán 1:41,876                                                     |
| C1 1000 m (27.06)    | Attila Vajda · Hungría · 3:51,934                                                                  | Sebastian Brendel · Alemania · 3:52,854                                                  | José Luis Bouza · España · 3:55,007                                                                       |
| C2 1000 m (27.06)    | Mátyás Sáfrán · Mihály Sáfrán · Hungría · 3:34,942                                                 | Erik Leue · Tomasz Wylenzek · Alemania · 3:36,470                                        | Viktor Melantiev · Nikolai Lipkin · Rusia · 3:36,900                                                      |
| C4 1000 m (27.06)    | Chris Wend · Thomas Lück · Ronald Verch · Erik Rebstock · Alemania · 3:20,283                      | Márton Tóth · Viktor Volein · Pál Sarudi · Róbert Mike · Hungría · 3:21,356              | Roman Krugliakov · Ivan Kuznetsov · Ilia Shtokalov · Oleg Shelegov · Rusia · 3:22,690                     |
| C1 4 × 200 m (26.06) | Ivan Shtyl · Viktor Melantiev · Nikolai Lipkin · Yevgueni Ignatov · Rusia · 2:48,13                | Robert Nuck · Stefan Holtz · Chris Wend · Sebastian Brendel · Alemania · 2:51,09         | Attila Vajda · Attila Bozsik · Gábor Horváth · László Foltán · Hungría · 2:51,25                          |

### Femenino
| Evento               | Oro                                                                                               | Plata                                                                                       | Bronce |
| -------------------- | ------------------------------------------------------------------------------------------------- | ------------------------------------------------------------------------------------------- | --- |
| K1 200 m (26.06)     | María Teresa Portela · España · 41,01 s                                                           | Tímea Paksy · Hungría · 41,09 s                                                             | Špela Ponomarenko Eslovenia 41,09 s                                                                         |
| K2 200 m (26.06)     | Fanny Fischer · Nicole Reinhardt · Alemania · 37,01                                               | Katalin Kovács · Natasa Janics · Hungría · 37,13                                            | Ivana Kmeťová · Martina Kohlová · Eslovaquia · 37,56                                                        |
| K4 200 m (26.06)     | Tímea Paksy · Katalin Kovács · Natasa Janics · Krisztina Fazekas · Hungría · 35,00                | Carolin Leonhardt · Conny Waßmuth · Katrin Wagner-Augustin · Tina Dietze · Alemania · 35,06 | Jessica Walker Rachel Cawthorn Hayleigh-Jayne Mason Louisa Sawers Reino Unido 35,88                         |
| K1 4 × 200 m (26.06) | Nicole Reinhardt · Fanny Fischer · Katrin Wagner-Augustin · Conny Waßmuth · Alemania · 2:54,35    | Zomilla Hegyi · Danuta Kozák · Tímea Paksy · Natasa Janics · Hungría · 2:54,65              | Alexandra Tomnikova · Svetlana Kudinova · Yuliya Kachalova · Natalia Borisova · Rusia · 2:58,06             |
| K1 500 m (28.06)     | Katalin Kovács · Hungría · 1:49,644                                                               | Katrin Wagner-Augustin · Alemania · 1:49,862                                                | Rachel Cawthorn Reino Unido 1:51,693                                                                        |
| K2 500 m (28.06)     | Gabriella Szabó · Danuta Kozák · Hungría · 1:39,914                                               | Ivana Kmeťová · Martina Kohlová · Eslovaquia · 1:41,091                                     | Fanny Fischer · Franziska Weber · Alemania · 1:41,514                                                       |
| K4 500 m (28.06)     | Carolin Leonhardt · Nicole Reinhardt · Katrin Wagner-Augustin · Tina Dietze · Alemania · 1:31,236 | Tamara Csipes · Erika Medveczky · Natasa Janics · Dalma Benedek · Hungría · 1:33,116        | Marta Walczykiewicz · Ewelina Wojnarowska · Małgorzata Chojnacka · Magdalena Krukowska · Polonia · 1:33,444 |
| K1 1000 m (27.06)    | Katalin Kovács · Hungría · 3:56,31                                                                | Franziska Weber · Alemania · 3:57,45                                                        | Henriette Hansen Dinamarca 3:58,17                                                                          |
| K2 1000 m (27.06)    | Josefin Nordlöw · Sofia Paldanius · Suecia · 3:35,848                                             | Gabriella Szabó · Tamara Csipes · Hungría · 3:36,533                                        | Anastasiya Sergueyeva · Yuliana Salajova · Rusia · 3:37,111                                                 |

## Medallero
| Núm. | País            | Oro | Plata | Bronce | Total |
| ---- | --------------- | --- | ----- | ------ | ----- |
| 1    | Alemania        | 6   | 9     | 5      | 20    |
| 2    | Hungría         | 6   | 9     | 2      | 17    |
| 3    | Bielorrusia     | 4   | 1     | 1      | 6     |
| 4    | Rusia           | 2   | 3     | 5      | 10    |
| 5    | Suecia          | 2   | 1     | 0      | 3     |
| 6    | España          | 2   | 0     | 2      | 4     |
| 7    | Lituania        | 1   | 1     | 1      | 3     |
| 8    | Dinamarca       | 1   | 0     | 2      | 3     |
| 9    | Azerbaiyán      | 1   | 0     | 1      | 2     |
| 9    | Ucrania         | 1   | 0     | 1      | 2     |
| 11   | Noruega         | 1   | 0     | 0      | 1     |
| 12   | Eslovaquia      | 0   | 2     | 1      | 3     |
| 13   | Polonia         | 0   | 1     | 1      | 2     |
| 14   | Reino Unido     | 0   | 0     | 2      | 2     |
| 14   | República Checa | 0   | 0     | 2      | 2     |
| 16   | Eslovenia       | 0   | 0     | 1      | 1     |
|      | TOTAL           | 27  | 27    | 27     | 81    |